# Сериков, Александр Иванович
Александр Иванович Сериков — советский хозяйственный деятель, полный кавалер ордена Трудовой Славы.

## Биография
Родился в 1936 году в Черемхове. Член КПСС.
В 1953—1959 — ученик ремесленного училища, военнослужащий Советской армии в составе разведывательного батальона в Забайкальском и Закавказском военных округах.
В 1959—1969 — горнорабочий очистного забоя, машинист подъемной машины шахты 5/6 треста «Черемховоуголь».
В 1969—1991 — старший машинист экскаватора ЭВГ-35/65 разреза «Сафроновский» и Черемховского угольного разреза.
Указами Президиума Верховного Совета СССР от 21 апреля 1975 года и 2 марта 1981 года соответственно награждён орденами Трудовой Славы III и II степеней.
Указом Президиума Верховного Совета СССР от 29 апреля 1986 года награждён орденом Трудовой Славы I степени, став полным кавалером ордена Трудовой Славы.
Делегат XXVI съезда КПСС.
Умер в 2015 году в Черемхове.

## Награды
- Орден Трудового Красного Знамени (30.03.1971)